# 陆文澜
陆文澜（1895年6月4日—1975年8月21日），曾任广东省税务局长，宋子文私人秘书，陸雁群之父。陸潤卿之子，莎莎國際控股有限公司財務總監陸楷（Look Guy）之祖父。
1932年12月7日，福建省政府改组，蒋光鼐、范其务、郑贞文、孙希文、李章达、高芝艇、林金渊、陆文澜和李清泉为省府委员。
1975年8月21日在香港逝世。